# Grande synagogue de Włodawa
La grande synagogue de Włodawa est située au 7 rue de la Croix-Rouge (Czerwony Krzyz) à Włodawa (Pologne). Avec les deux autres synagogues voisines, aussi en très bon état de conservation, elles forment un ensemble synagogal unique transformé en musée du judaïsme et en musée folklorique.    

## Włodawa
Włodawa est une ville située à l'Est de la Pologne, sur la rivière Boug, près de la frontière avec la Biélorussie et l'Ukraine. Elle a actuellement environ 14 800 habitants. Située dans la voïvodie de Lublin depuis 1999, c'est la capitale de la région de Włodawa.
Włodawa a été fondée en 1242 par des familles d'émigrants juifs venant d'Allemagne. Avant la Seconde Guerre mondiale, 70 % de la population était juive. Située près du camp d'extermination de Sobibor, les Juifs de Wlodawa furent déportés et tués à Sobibor ou dans un de ses arbeitslagers (camps de travail) comme Adampol. Un mémorial a été érigé sur la route qui mène au camp, pour les Juifs de Wlodawa tués à Adampol.

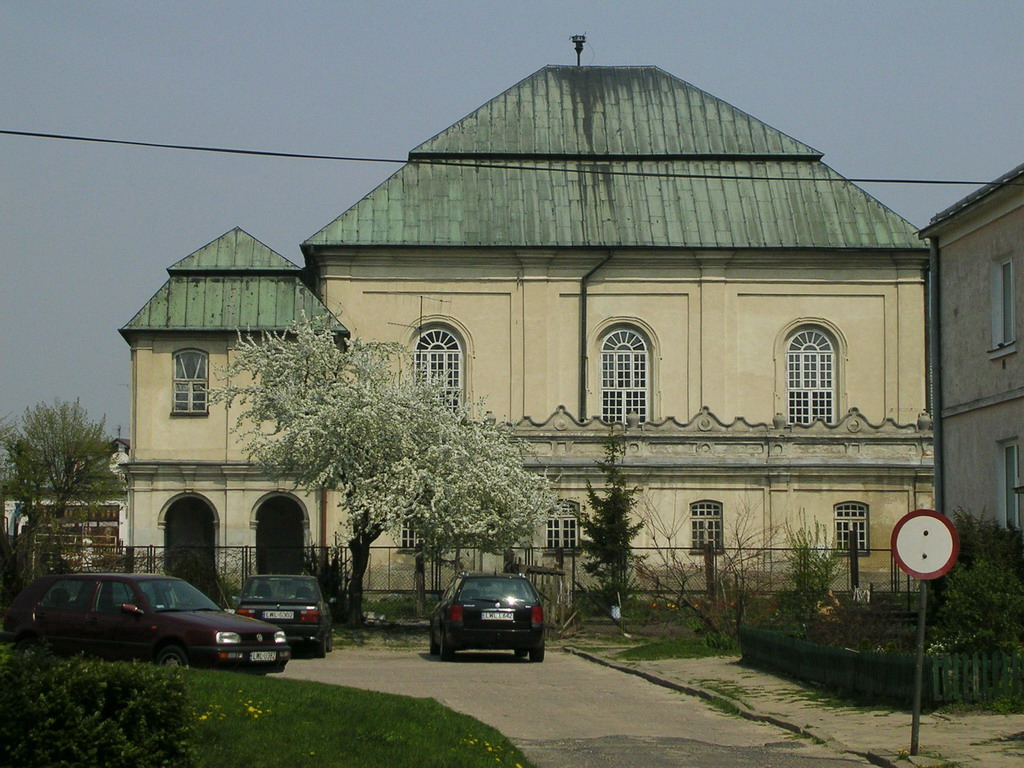
Synagogue

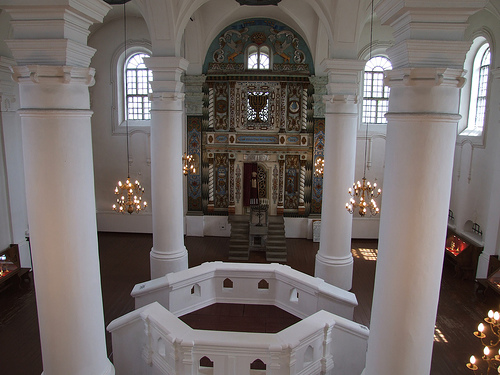
Intérieur de la synagogue

## Histoire de la synagogue
La synagogue a été construite de 1764 à 1774, probablement selon les plans de l'architecte Paul-Antoine Fontana, à l'emplacement d'une ancienne synagogue en bois. Une partie des fonds pour son édification a été offerte par la famille Czartoryskich. Dans la seconde moitié du XIXe siècle, un étage a été rajouté au-dessus du vestibule, ainsi que les deux petits bâtiments d'angles.  
Pendant la Première Guerre mondiale, le feu détruit entièrement l'intérieur de la synagogue. Les réparations et la rénovation du bâtiment démarrent dès la fin de la guerre, mais il faudra attendre le début des années 1920, pour que l'ensemble des murs soit de nouveau recouvert de boiseries, et 1936 pour que soit achevée l'arche sainte. 
Pendant la Seconde Guerre mondiale, les nazis dévastent la synagogue et la transforment en un entrepôt de matériel militaire. Elle restera un entrepôt bien après la fin de la guerre jusque dans les années 1970, et ce n'est qu'au début des années 1980, que d'importants travaux de rénovation et de conservation seront entrepris. 
Depuis 1983, le musée du district des lacs de Łęczyńsko-Włodawskiego est installé dans la synagogue. Ce musée possède une exposition permanente consacrée à l'histoire et à la culture polonaise et aux Juifs de Włodawa. Parmi les pièces les plus intéressantes présentées, se trouvent des rouleaux de la Torah du XIXe siècle, des mains de lecture, des mezouzot, des couronnes de Torah, des chandeliers à neuf branches, des Téfilines, des châles de prière, des shofars, des boites à épices, principalement en argent sculpté. Une grande partie de cette collection provient d'un don effectué par Mme Jacob Friedmann de Sydney. 
À l'étage, dans l'ancien heder (école élémentaire) et dans l'appartement où habitait le melamed (le maître), se tient une exposition permanente et vivante, restituant la vie du melamed, avec les différents éléments de la vie quotidienne et des livres religieux.

## Architecture

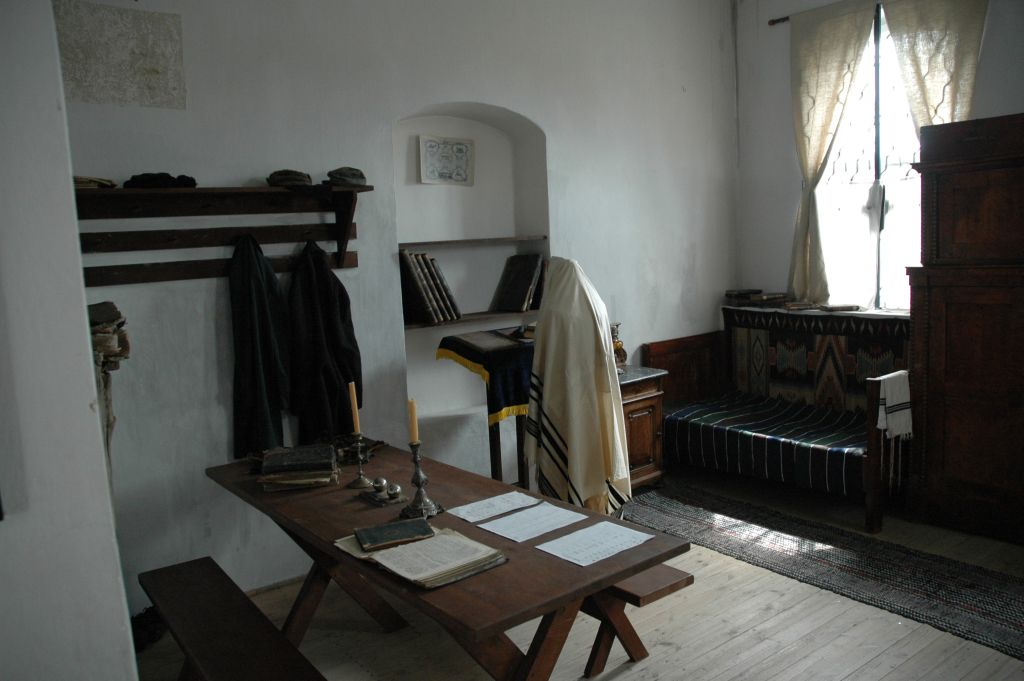
La chambre du melamed

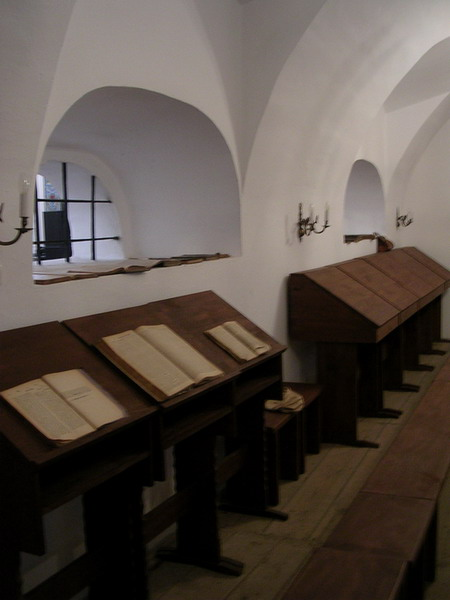
La pièce réservée aux femmes

La synagogue a été construite en briques avec du mortier à la chaux et enduite de plâtre, selon un plan rectangulaire dans un style baroque tardif. Ses dimensions sont d'environ 26 mètres par 30,6 mètres.   
Le corps principal du bâtiment, couvert d'un toit à pente cassée et enserré par deux annexes d'un étage, est couronné d'un attique crêté initialement réservé aux femmes. L'attique dont la base est embellie par des panneaux rectangulaires, se compose de quatre sections égales, séparées par des vases fixés sur des pilastres.  
Les deux bâtiments annexes, situés de part et d'autre de la façade, de plan approximativement carré, 5,9 mètres par 5,7 mètres, ont été rajoutés dans la seconde moitié du XIXe siècle. Ces deux constructions reposent sur des arcades, et sont couvertes d'un toit séparé. 
Sur la façade, des pilastres toscans encadrent des fenêtres à arcs plein-cintre. À l'étage, les pilastres sont couronnés par une corniche. L'élévation du bâtiment central côté Est est identique à celles du côté Nord et du côté Sud. Tous les coins du bâtiment sont arrondis. La partie centrale du bâtiment est construite sur un caveau (de dimensions 6 mètres par 5,25 mètres par 2,35 mètres), ayant servi, dans le temps, de gueniza pour la communauté juive. 
Actuellement, on pénètre dans le bâtiment par une double porte. À l'intérieur, sur le côté Ouest, se trouve un grand vestibule, au-dessus duquel était située la pièce pour les femmes. Le hall principal de prière a une dimension de 16,5 mètres par 18,3 mètres et une hauteur de 10,5 mètres. Le sol de cette pièce est environ 10 centimètres en dessous du sol du vestibule. 
Dans le hall de prière, quatre colonnes ioniques élancées soutiennent un plafond divisé en neuf voûtes quadripartites. Sur chaque clef de voûte, un médaillon en stuc à quatre lobes, datant du XVIIIe siècle a pu être préservé. Ils représentent les symboles de la fête de Souccot, des légumes, un aigle, un daim et un coq de combat.  
La base des colonnes est plus large et séparée du tronc par deux rainures. Le haut est couronné d'un motif ionique stylisé à huit volutes. Entre les colonnes était située autrefois la bimah (l'autel), entourée d'une balustrade en pierres. En 2004, celle-ci a été reconstruite en se basant sur des photos d'avant-guerre, mais elle ne fait pas partie des aménagements permanents de la synagogue. 
La salle de prière est éclairée par de nombreuses fenêtres à arc plein-cintre qui peuvent s'ouvrir de l'intérieur  à l'aide de cordelettes à glands. Les pièces des femmes sont reliées à la pièce des hommes par de petites ouvertures grillagées, de façon que les femmes puissent entendre les prières et les chants sans être aperçues.  

### L'arche sainte

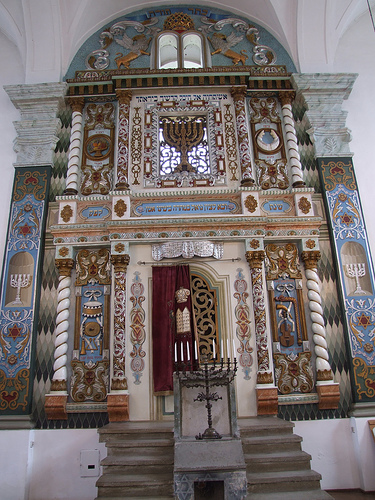
L'arche sainte polychrome

Sur le mur Est, se trouve une des arches saintes les mieux conservées de Pologne. Elle est en stuc néobaroque avec de la peinture polychrome datant de 1936. 
Dans sa partie centrale, en retrait, se trouve une grille métallique délicatement travaillée qui ferme l'armoire protégeant les rouleaux de la Torah. Au sommet, deux griffons symbolisant des chérubins, encadrent les Tables de la Loi, qui ne sont en réalité que deux oculus surmontés d'une couronne avec l'inscription : « Couronne de la Torah. » 
Dans la partie centrale, est située une menorah en bas-relief avec au-dessus une inscription proclamant : « je me prosternerai, dans ta crainte, devant ton saint temple (Ps 5.8). », et en dessous, l'inscription : « Et le Sauveur viendra à Sion, bientôt, encore de nos jours, Amen. » Sur le côté droit, des mains de prêtre font un geste de bénédiction, et sur le côté gauche, un panier de fruits symbolise la fête de chavouot. La date 1936, date à laquelle a été terminée la reconstruction de l'Arche sainte après sa destruction par le feu lors de la Première Guerre mondiale, est inscrite sur la corniche séparant le bas et le centre de l'arche. 
Dans la partie inférieure, de chaque côté de l'emplacement où sont entreposés les rouleaux de Torah, sont représentés des instruments de musique avec des textes tirés du Psaume 150: « Louez-le au son de la trompette ! Louez-le sur la harpe et la cithare ! » et « Louez-le dans vos danses, avec le tambourin ! Louez-le avec les instruments à cordes et le chalumeau ! » L'ensemble de l'arche est soutenu par quatre colonnes par étage; deux sont torsadées, et deux peintes. De part et d'autre de l'arche les pilastres polychromes sont peints avec des étoiles de David et des brindilles de plantes. 
Sept marches en béton permettent de nos jours d'accéder à l'Arche sainte.

## Galerie

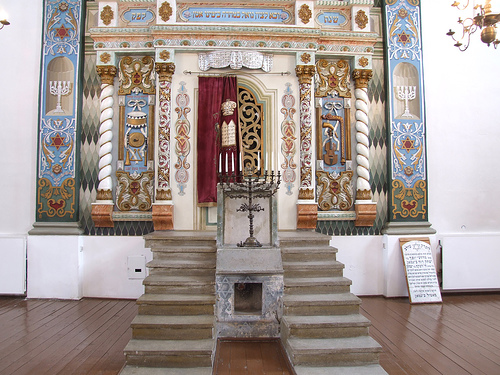
Marches pour monter à l'arche sainte
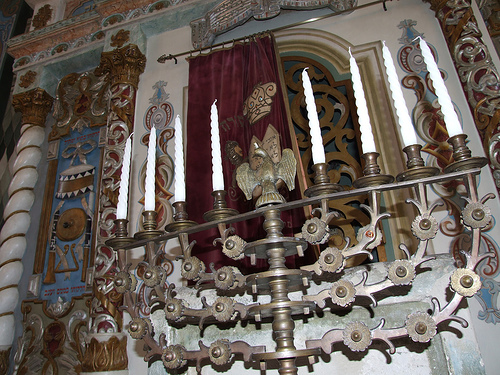
Chandelier à neuf branches devant l'arche sainte
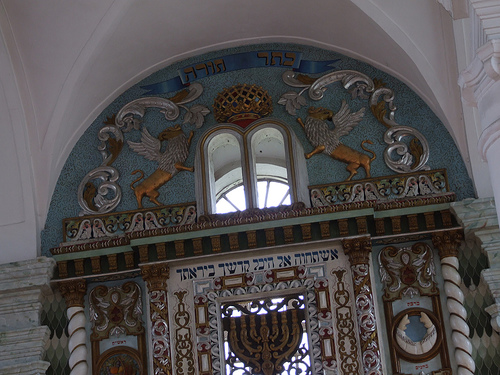
Haut de l'arche sainte
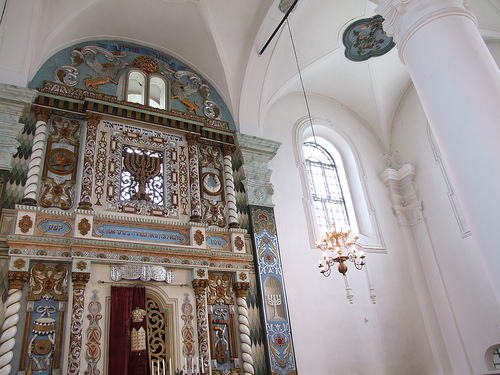
L'arche sainte
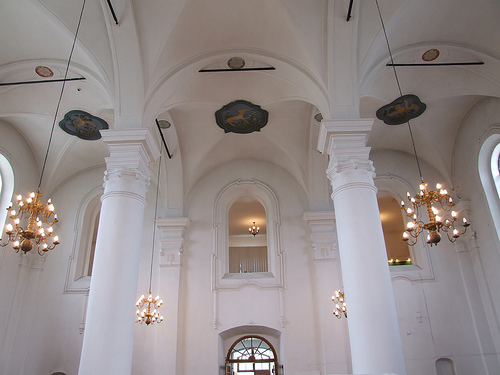
Mur Ouest de la synagogue
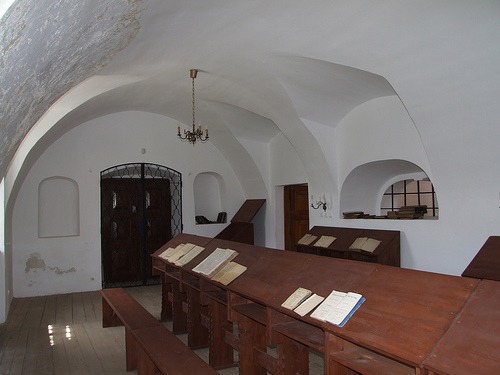
La pièce pour les femmes
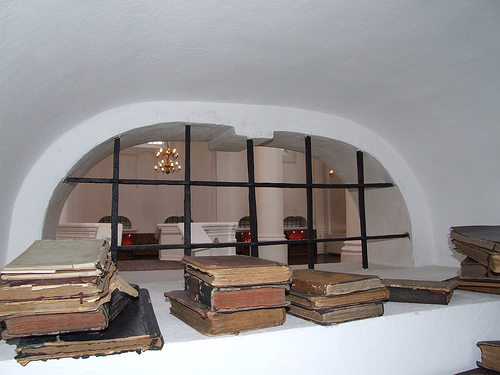
Fenêtre grillagée de la pièce des femmes
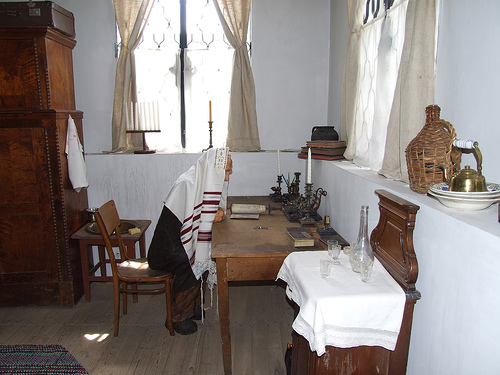
La chambre du mełamed